# Валдброн
Валдброн (њем. Waldbronn) општина је у њемачкој савезној држави Баден-Виртемберг. Једно је од 32 општинска средишта округа Карлсруе. Према процјени из 2010. у општини је живјело 12.377 становника. Посједује регионалну шифру (AGS) 8215110.

## Географски и демографски подаци
Валдброн се налази у савезној држави Баден-Виртемберг у округу Карлсруе. Општина се налази на надморској висини од 230–300 метара. Површина општине износи 11,4 km². У самом мјесту је, према процјени из 2010. године, живјело 12.377 становника. Просјечна густина становништва износи 1.090 становника/km².